# Онкольный кредит
Онкольный кредит (от англ. on call — по требованию) предоставляет заёмщику право пользоваться кредитом банка со специально открытого счёта. Заёмщик имеет право занимать деньги до определённой суммы. В то же время банк имеет право в любой момент в одностороннем порядке прекратить кредитование и потребовать возврата взятых взаймы денежных сумм. В онкольном кредите выдача денежных средств обеспечивается залогом ценных бумаг, принадлежащих заёмщику. Обычно кредит выдаётся на короткий срок и погашается по первому требованию банка (обычно заёмщиком с предупреждением за 2—7 дней).
На практике онкольный кредит часто используется заёмщиками для спекулятивных целей на рынке ценных бумаг. Банками применяется такой кредит для регулирования кредитной политики, а также для поддержания необходимого уровня своей ликвидности.

## Особенности онкольного кредита
Практически все кредитные продукты, предлагаемые на сегодняшний день банками, имеют четкие сроки их возврата, при этом в договоре кредитования довольно подробно описываются суммы и даты очередных взносов. В случае же с онкольным кредитом дела обстоят совершенно по-другому. Заемщик обязуется вернуть кредит, как только этого потребует кредитор. При этом все свои обязательства кредитополучатель должен погасить в течение 3-7 дней, после того как от банка поступает такое требование. В договоре онкольного кредитования также предусматривается возможность досрочного погашения задолженности без взимания дополнительных комиссий. В подавляющем большинстве случаев онкольные займы берутся на достаточно короткий срок, а в качестве гарантий возврата кредита заемщик предлагает банку залог в виде товара или ценного имущества. Несмотря на то что онкольное кредитование стали практиковать в нашей стране совсем недавно, и с первого взгляда может показаться что данный кредитный продукт представляет собой достаточно привлекательное предложение для малого и среднего бизнеса, он все равно не пользуется особой популярностью.

## Условия предоставления онкольного кредита
По своей сути онкольный кредит это что-то вроде контокоррента. Здесь точно также открывается отдельный счет, который одновременно сочетает в себе особенности текущего и ссудного счетов. Однако в отличие контокоррента сальдо по счету онкольного кредита может принимать и отрицательные значения. После оценки стоимости залога, банк принимает решении о размере кредитного лимита, вся эта сумма помещается на счет заемщика. В свою очередь клиент может пользоваться деньгами, находящимися на счету в любое время и в любом количестве, естественно, в пределах кредитного лимита. Примечательно и то, что проценты по кредиту начисляются не на всю его сумму, а только на ту часть, которая в данный момент находится в пользовании клиента. В период пользования кредитом банк выставляет заемщику ежемесячные счета на оплату процентов. Клиент вправе выплатить весь кредит, как только у него появится такая возможность, при этом дополнительных комиссий с него списываться не будет.

## У кого есть возможность взять онкольный кредит
В большинстве случаев услугами банков предоставляющих онкольные кредиты пользуются специализированные торговые предприятия и компании, которые, помимо прочего, также могут иметь отношение к фондовым биржам. Главное требование к таким организациям заключается в том, что они должны иметь в своем владении ценные бумаги, товар или другое имущество, которое может быть принято банком в качестве залога. Потребность в онкольных кредитах чаще всего возникает у организаций собирающихся совершить какую-либо крупную сделку. Наибольшей популярностью такие кредиты пользуются среди брокеров, которые совершают крупные спекулятивные сделки.

## Что от онкольного кредита получает банк?
Все виды кредитования имеют как свои плюсы, так и минусы. Исключением не стал и онкольный кредит. Выгода онкольного кредита для заемщика очевидна – он получает столько денег, сколько ему надо и когда надо. В то же время банк заинтересован в онкольных кредитах как в средстве увеличения ликвидности, так как в качестве залога заемщики очень часто оставляют достаточно ценные бумаги. В пользу увеличения банковской ликвидности также играет тот факт, что все онкольные кредиты числятся у него на счету как краткосрочные займы, и это несмотря на то, что процедура возврата кредита может занять и достаточно продолжительное время. Негативная сторона онкольного кредитования для банка, заключается в том, что заемщик в любой момент может полностью погасить свою задолженность и потребовать от банка возврата залога.

## На какие риски идет заемщик, беря онкольный кредит?
Онкольный кредит обладает также определенными особенностями, которые выгодны и заемщику. На первом месте здесь, конечно же, стоят низкие процентные ставки, особенно если их сравнивать с другими кредитными продуктами. В дополнение к этому заемщику предоставляется полная свобода выбора относительно того когда и сколько ему необходимо снять денег со счета, при этом проценты по кредиту будут начисляться только на ту сумму, которая находится в пользовании заемщика. Также отсутствуют ограничения по срокам возврата займа.
Также банки нередко практикуют предоставление льготных онкольных кредитов своим постоянным клиентам.
Однако, несмотря на всю привлекательность онкольных кредитов, заемщик идет и на некоторые риски. В большей степени это касается того, что банк может в любой момент потребовать вернуть кредит, но в это время у заемщика может не оказаться нужной суммы и тогда банк вправе оставить себе залог. А учитывая тот факт, что в качестве залога могут оказаться достаточно ликвидные ценные бумаги, заемщик рискует понести значительные убытки.